# Phare de Pencarrow Head
Le phare de Pencarrow Head est un ancien phare situé sur le Pencarrow Head (en), dans la région de Wellington (île du Nord), en Nouvelle-Zélande.
Le phare est enregistré par le Heritage New Zealand depuis mars 1982  en tant que structure de catégorie I.

## Histoire
Le phare a été mis en service en 1859. Ce fut le premier phare permanent construit en Nouvelle-Zélande. Il a été construit à partir de sections de fonte préfabriquées par l'usine sidérurgique Woodside qui ont été expédiées d'Angleterre. Son premier gardien, Mary Bennett, fut la première et unique femme gardien de phare en Nouvelle-Zélande. Il se trouve sur un promontoire du East Harbour Regional Park (en) à l'est du port de Wellington.
La lumière a été désactivée en 1935 et le phare a été remplacé par le phare de Baring Head et offert à l'Heritage New Zealand en 1966.

## Description
Le phare  est une tour octogonale en fonte, avec lanterne et galerie, de 11,5 m de haut. Le phare est peint en blanc et le dôme de la lanterne est gris.
Identifiant : ARLHS : NZL-068  .
|                          |
| Pencarrow Head (en haut) |

|          |
| Le phare |

### Lien connexe
- Liste des phares de Nouvelle-Zélande